# Cmentarze w Sanoku
Cmentarze w Sanoku – nekropolie na terenie miasta Sanoka.
Rzymskokatolickie
- Stary cmentarz na obecnym placu. św. Michała (nieistniejący)[1].
- Cmentarz Centralny przy ulicy Rymanowskiej[1].
- Cmentarz Posada przy ulicy Kazimierza Lipińskiego w dzielnicy Posada przy parafii Najświętszego Serca Pana Jezusa.
- Cmentarz Olchowiecki przy ulicy Kółkowej w dzielnicy Olchowce przy parafii Wniebowstąpienia Pańskiego.
- Cmentarz przy Alei Najświętszej Maryi Panny w dzielnicy Dąbrówka przy kościele Narodzenia Najświętszej Maryi Panny parafii pod tym wezwaniem.
- Cmentarz Południowy przy ulicy Ustronie (wg planów z 1995 o powierzchni 36 ha[2]).

Żydowskie
- Stary cmentarz żydowski (tzw. „Okopisko”) przy ulicy Jagiellońskiej (nieistniejący).
- Nowy cmentarz żydowski przy ulicy Kiczury i ulicy Głogowej.

Wojenne
- Cmentarz jeńców radzieckich przy ulicy Mariana Zaremby i ulicy Wschodniej w dzielnicy Olchowce.

Inne
- Nieistniejący cmentarz przy ulicy Jana III Sobieskiego, przy nieistniejącej Cerkwi Narodzenia Najświętszej Maryi Panny, obecnie obok budynku Zespołu Szkół nr 1 im. Karola Adamieckiego[1][3].
- Prawdopodobny cmentarz przy obecnej ulicy Zamkowej w pobliżu tamtejszej cerkwi[1].
- Miejsce pochówków ofiar epidemii cholery (istniał w dzielnicy Posada Olchowska przy granicy ze wsią Zahutyń, był określany jako „Małpi Gaj”)[4][5]

Nagrobki w liczbie 64 na Cmentarzu Centralnym (16 przy ul. Jana Matejki i 48 przy ul. Rymanowskiej) zostały wpisane do wojewódzkiego rejestru zabytków (nr rej. A-31 i A-32 z 20 grudnia 1982). Nagrobki w liczbie 65 na Cmentarzu Centralnym (16 przy ul. Jana Matejki i 49 przy ul. Rymanowskiej) oraz cmentarze: Posada, Olchowiecki, przy Alei Najświętszej Maryi Panny, nowy cmentarz żydowski, jeniecki żołnierzy radzieckich w Olchowcach zostały wpisane do gminnego rejestru zabytków miasta Sanoka.